# Јожеф Бем
Јожеф Захарјаш Бем (пољ. Józef Zachariasz Bem; Тарнов, 14. март 1794 — Алепо, 10. децембар 1850) био је пољски револуционар, пољски и мађарски генерал.
Учествовао је 1812. године у Наполеоновом походу на Русију. Прешао је 1815. године у пољско-руску армију, а 1825. године је напустио због својих слободарских идеја. У Пољском устанку (1830—1831) допринео је победи Пољака код Игања (9. април 1831). Истакао се у бици код Остроленке (26. мај 1831), а у одбрани Варшаве (6-7. септембар 1831) командовао је артиљеријом. После слома пољског устанка емигрирао је у Париз. У Бечу је 1848. године учествовао у Бечкој револуцији, а затим је прешао у Мађарску. Лајош Кошут му је поверио команду над једном армијом с којом је у Трансилванији разбио аустријске трупе код Деша (23. децембар 1848) и Бетлена (27. децембар 1848). Из ослобођене Трансилваније кренуо је ка Темишвару да би очистио и Банат од аустријских трупа. Победио је 10. маја 1849. године у бици код Слатине и натерао аустријске снаге да се повуку у Влашку. Затим се поново вратио у Трансилванију да би задржао руске трупе које су надирале из Буковине; 31. јула напао је бројно надмоћније руске снаге код Шегешвара, али је одбачен уз велике губитке. Повукавши се у Банат учествовао је 9. августа у бици код Темишвара, где је мађарска војска готово уништена. Кошут га је 13. августа именовао за врховног команданта мађарске војске. После коначног слома Мађарске револуције, 27. септембра се пребацио у Турску, прешао у ислам и служио под именом Мурат-паша, као гувернер Алепа. Познат је и као аутор војних, математичких и историјских радова.